# Пустошка (Великосельское сельское поселение)
Пусто́шка — деревня в Старорусском муниципальном районе Новгородской области, с весны 2010 года относится к Великосельскому сельскому поселению. На 1 января 2011 года постоянное население деревни — 4 жителя, число хозяйств — 3.
Деревня находится на Приильменской низменности на высоте 63 м над уровнем моря. Деревня расположена на просёлочной дороге между деревнями Кривец (2 км) и Дорохново (2 км), на расстоянии 4 км от Астрилово.

## Население
| 2010 | 2011 | 2012 | 2013 |
| ---- | ---- | ---- | ---- |
| 4    | →4   | →4   | →4   |

## История
После упразднения Новгородской губернии в 1927 году, деревня относилась к Кривецкому сельсовету Белебёлковского района Ленинградской области, а с 5 июля 1944 года Новгородской области. С 22 июля 1961 года в Старорусском районе. До весны 2010 года входила в ныне упразднённое Астриловское сельское поселение.

## Транспорт
Ближайшая железнодорожная станция расположена в Тулебле.